# 꿈나무 TV 여행
《꿈나무 TV 여행》은 1993년 10월 18일부터 1994년 4월 30일까지 방송되었던 어린이 프로그램이었다.